# Park Narodowy Isiboro Sécure
Park Narodowy Isiboro Sécure, właściwie Terytorium Rdzennej Ludności Park Narodowy Isiboro Sécure (TIPNIS) (hiszp. Territorio Indígena Parque Nacional Isiboro Sécure) – park narodowy w Boliwii położony w departamentach Beni (prowincja Moxos) i Cochabamba (prowincja Chapare). Został utworzony 22 listopada 1965 roku pod nazwą Park Narodowy Isiboro Sécure. 24 września 1990 roku, po protestach rdzennych mieszkańców (grupy etniczne Moxeño, Yuracaré i Chimane), zmieniono nazwę parku na Terytorium Rdzennej Ludności Park Narodowy Isiboro Sécure (TIPNIS) i jest od tego czasu zarządzany wspólnie z przedstawicielami miejscowej ludności. Obecnie zajmuje obszar 10 916,56 km² (początkowo było to 12 362,96 km²). W 2008 roku został zakwalifikowany przez BirdLife International jako ostoja ptaków IBA.

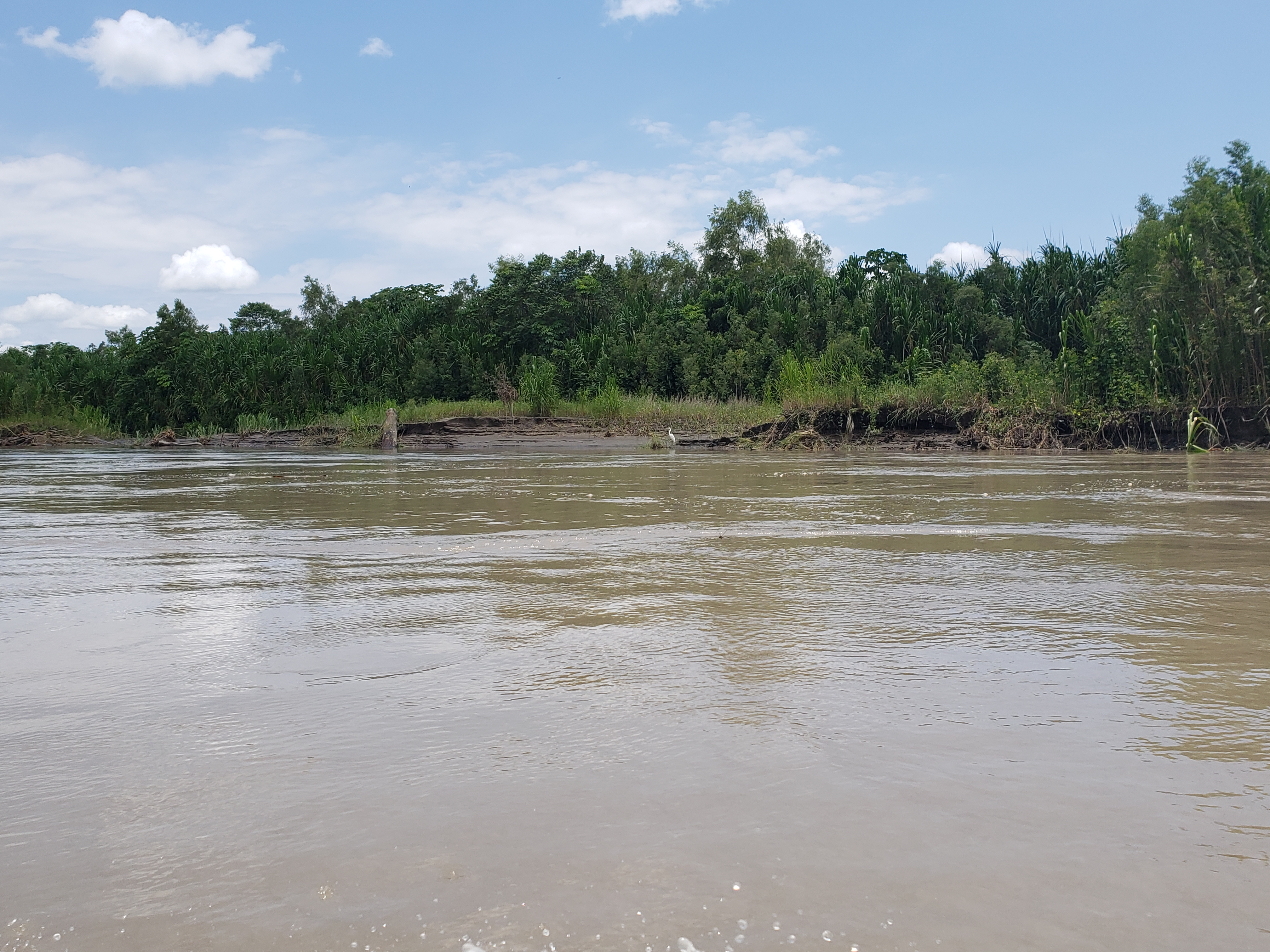
Rzeka Isiboro

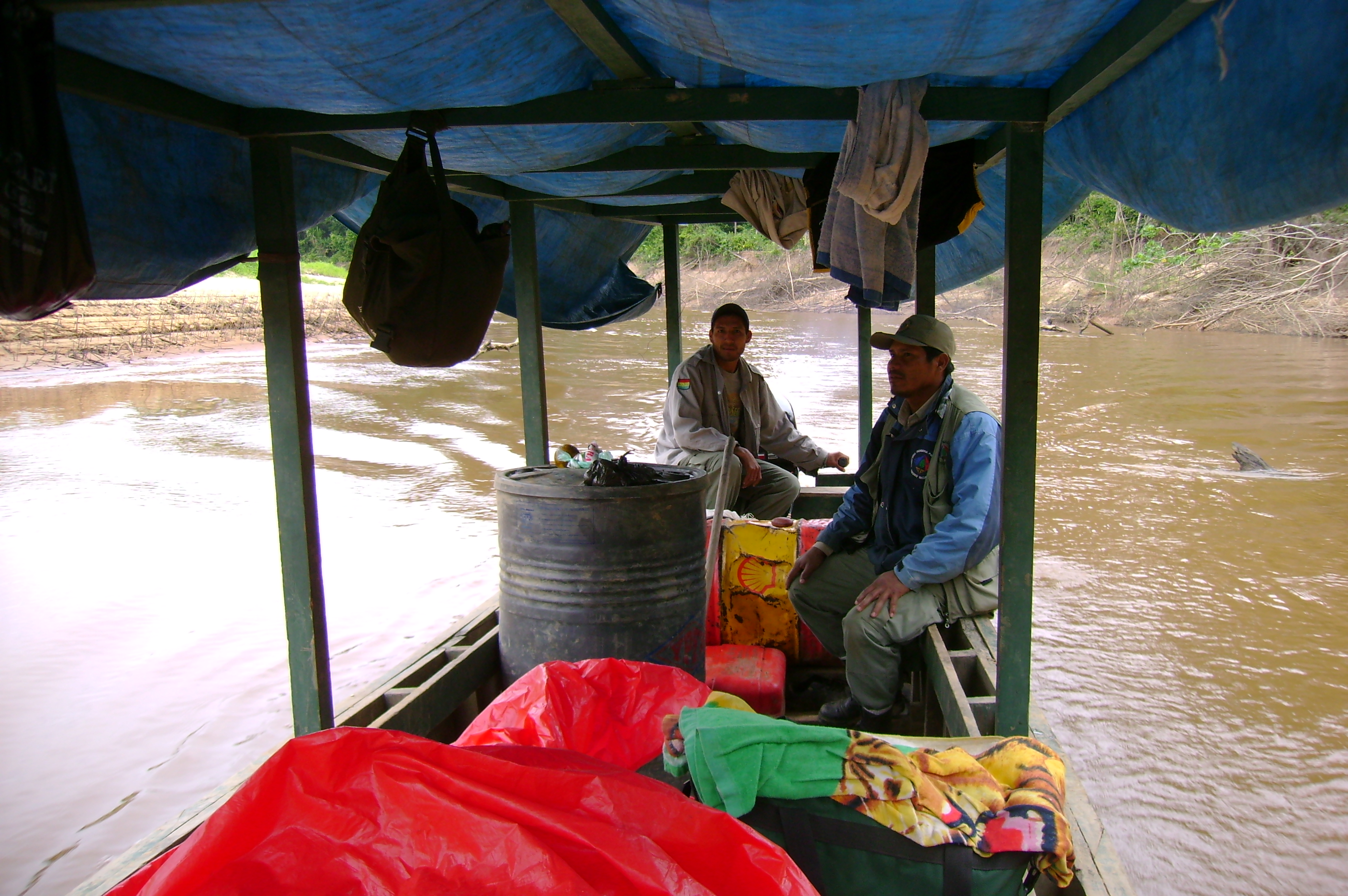
Na rzece Secure

## Opis
Park znajduje się na zboczach Kordyliery Wschodniej, w dorzeczu rzeki Mamoré, na wysokościach od 180 do 3000 m n.p.m. Obejmuje pasmo górskie Mosetenes oraz częściowo pasma górskie Sejeruma i Moleto. Główne rzeki to Sécure, Isiboro i Ichoa. Znajduje się na styku trzech ekoregionów reprezentujących odmienne formacje: tropikalne wilgotne lasy górskie (boliwijskie lasy yunga), cerrado i tropikalne lasy suche.
Średnie roczne temperatury wahają się od +15 °C w górach do +32 °C u podnóża gór, w części północnej do +25 °C. Średnie roczne opady od 1900 mm w części północnej (u zbiegu rzek Isiboro i Sécure) do 3500 mm w części południowo-wschodniej.

## Flora
W parku zarejestrowano 402 gatunki flory. Rośną tu narażone na wyginięcie (VU) Myrcianthes callicoma, Juglans boliviana, mahoniowiec wielkolistny i cedrzyk wonny, a także m.in.: różne gatunki zastrzalinu i tabebui, Alnus acuminata, Cedrela lilloi, Calophyllum brasiliense, Euterpe precatoria, Geonoma deversa, Dictyocaryum lamarckianum, Mauritia flexuosa.

## Fauna
W parku zarejestrowano 858 gatunków kręgowców. 108 gatunków ssaków, 470 gatunków ptaków, 39 gatunków gadów, 53 gatunki płazów, 188 gatunków ryb.
Ssaki to zagrożone wyginięciem (EN) inia amazońska (inia boliwijska) i arirania amazońska, narażone na wyginięcie (VU) andoniedźwiedź okularowy, czepiak czarny, jeleniak bagienny i zębolita olbrzymia, a także m.in.: wyjec rudy, jaguar amerykański.
Ptaki żyjące w parku to zagrożony wyginięciem (EN) mrówkowiec żółtorzytny, narażona na wyginięcie (VU) harpia wielka, a także m.in.: piżmówka, mrówiaczek boliwijski, kusaczka rudolica, andowiec obrożny.
Gady i płazy to narażony na wyginięcie (VU) Podocnemis unifilis, a także m.in.: kajman czarny, kajman żakare, arrau.